# Aspilota pitralon
Aspilota pitralon är en stekelart som beskrevs av Papp 2008. Aspilota pitralon ingår i släktet Aspilota och familjen bracksteklar. Inga underarter finns listade.